# Кантрисајд (Канзас)
Кантрисајд (енгл. Countryside) град је у америчкој савезној држави Канзас.

## Демографија
По попису из 2000. године број становника је 295.
| Група             | 2000.       | 2010.    |
| Белци             | 290 (98,3%) | 0 (0,0%) |
| Афроамериканци    | 0 (0,0%)    | 0 (0,0%) |
| Азијати           | 0 (0,0%)    | 0 (0,0%) |
| Хиспаноамериканци | 3 (1,0%)    | 0 (0,0%) |
| Укупно            | 295         | 0        |